# Dragon Head
Dragon Head (jap. ドラゴンヘッド, Doragon Heddo) ist eine Mangareihe des japanischen Zeichners Minetaro Mochizuki, die von 1995 bis 1998 in Japan erschien. Das Werk wurde als Realfilm adaptiert. 1997 wurde Dragon Head mit dem Kōdansha-Manga-Preis ausgezeichnet und 2000 mit dem Osamu-Tezuka-Kulturpreis in der Kategorie Preis für Exzellenz.

## Handlung
Der Schüler Teru Aoki reist mit seiner Klasse nach einem Ausflug mit dem Zug zurück nach Tokio. Plötzlich kommt es zu einem Unglück, der Zug wird zerstört und alle Mitschüler Terus und der Lehrer sterben. Teru findet sich in einem Tunnel wieder und trifft bald auf Nobou Takahashi, der infolge der Zerstörung verrückt wird, und die verletzte Ako Seto. Teru hilft ihr und sie gehen gemeinsam weiter, doch will der verrückte Nobou sie bald „der Dunkelheit“ opfern. Nach einem weiteren Erdbeben können sie ihm entkommen.
Teru und Ako gehen durch das zerstörte Land, in dem jegliche Regierungsgewalt zusammengebrochen ist. In Tokio hat eine Sekte die Macht an sich gerissen. Bald treffen sie auf die Flieger Nimura, Iwada, Yamazaki und Ookie mit einem Helikopter, die nach Nahrung und Mädchen suchen. Diese wollen beide gefangen nehmen und Ako vergewaltigen, doch können sich die beiden wehren. Nachdem Ookie von Teru getötet wird und Yamazaki in einem Feuer stirbt, arbeiten die vier Überlebenden zusammen.
Da sie wegen einer schwarzen Wolkenwand nicht auf direktem Weg nach Tokio können, fliegen sie zunächst zur Halbinsel Izu. Dort wollen die vier den Helikopter reparieren, doch werden sie von den Bewohnern der Stadt angegriffen. Da Izu nun zu einer Insel geworden ist, muss die Bevölkerung hungern und will massenhaft Selbstmord begehen. Doch zuvor wollen sie alle anderen umbringen. Schließlich können die vier doch entkommen und machen sich nun auf den Weg nach Tokio.
Auf ihrem Flug in Richtung des Fuji durch die schwarzen Wolken sehen sie, dass dieser völlig zerstört ist. Der Berg wurde von einem Meteoriten getroffen. Als sie landen und in einem Einkaufszentrum nach Wasser suchen, bricht dieses zusammen, wodurch Iwada stirbt. Schließlich macht sich Teru dennoch auf den Weg nach Tokio.
Im zerstörten Tokio trifft er eine von einem Wissenschaftler geführte Gruppe, der vor allem Verwundete angehören. Dort sieht er immer häufiger eine Zeichnung, die ihm bereits als Dragon Head bekannt ist. Nachdem er die Gruppe verlässt, findet er bald eine Nachricht von Ako. Dieser folgend geht er in die Schule, wo er sie und Nimura trifft. Teru erfährt, dass seine Eltern gestorben sind, und wird von Nimura bedroht, doch können er und Ako fliehen.
Ausländische Soldaten stürmen Tokio und kämpfen gegen die Überlebenden in der Stadt. Die japanische Regierung und Atomwaffen sind seit der Katastrophe verschwunden und Wissenschaftler in Tokio behaupten, an der Katastrophe mitgewirkt zu haben. Schließlich erhebt sich ein Vulkan in Tokio.

## Veröffentlichung
Der Manga erschien von 1995 bis 1998 im Young Magazin des Verlags Kodansha in Japan. Später erschienen die Kapitel in 10 Sammelbänden.
Auf Deutsch erschien der Manga von Juni 2001 bis August 2002 bei Planet Manga, die Übersetzung stammt von Holger Hermann Haupt. Zwischen Oktober 2022 und Februar 2024 veröffentlichte Carlsen Manga die Reihe komplett in Doppelbänden als Perfect Edition. Der Verlag Tokyopop veröffentlicht den Manga in den USA, Glénat in Spanien und Pika Édition in Frankreich. 

## Realfilm
Im August 2003 kam in Japan der Film Dragon Head als Adaption des Mangas in die Kinos. Bei der Produktion führte George Iida Regie.